# كلوز بوك
كلوز بوك (بالألمانية: Claus Victor Bock)‏ هو كاتب ألماني، ولد في 7 مايو 1926 في هامبورغ في ألمانيا، وتوفي في 5 يناير 2008 في أمستردام في هولندا.